# 張娟芬
張娟芬（1970年－），臺灣學者、作家、社會運動者，國立臺灣大學社會學系畢業，後得丹麥奥胡斯大学與德國漢堡大學聯合授與新聞學碩士，曾任《開卷周報》記者。現任臺灣廢除死刑推動聯盟理事，並從事寫作與翻譯。
張娟芬因蘇建和案開始關注死刑議題，參與社會運動多年，並關注司法改革、廢除死刑、同性戀權利等人權議題。著有《姊妹鬩牆：女同志運動學》、《愛的自由式：女同志故事書》、《無彩青春》、《殺戮的艱難》等書。
2023年擔任英國文學翻譯中心台灣小組作家。

## 作品列表
- 1998年 《姊妹戲牆：女同志運動學》聯合文學，2011年時報出版 重新出版
- 2001年 《愛的自由式：女同志故事書》時報出版 ，2011年時報出版 重新出版
- 2002年 合著《揚起彩虹旗—我的同志運動經驗1990-2001》心靈工坊
- 2004年 《無彩青春》商周出版，2013年行人重新出版
- 2007年 《走進泥巴國Clean for 2 Months》心靈工坊
- 2010年 《殺戮的艱難》行人
- 2013年 《十三姨KTV殺人事件》行人
- 2022年 《流氓王信福》衛城出版

## 獎項
- 2022年 台灣文學獎 金典獎《流氓王信福》[2]

## 外部連結
- 張娟芬｜上報 Up Media （页面存档备份，存于）
- 張娟芬 | 風傳媒 （页面存档备份，存于）